# Бригите Резен
Бригите Резен рођ. Кремер  (18. јануар 1944) била је западнонемачка атлетичарка, специјалиста за скок удаљ.  Њен највећи успех била је златна медаља на Европском првенству у дворани 1972. године коју је освојила личним рекордом 5,68 м. Учествовала и на Европском првенству у дворани 1971. у Софији, али није освојила медаљу.

### Значајнији резултати
| Датум | Такмичење                    | Место   | Пласман | Резултат | Извор |
| ----- | ---------------------------- | ------- | ------- | -------- | ----- |
| 1971. | Европско првенство у дворани | Софија  | 7.      | 6,20 м   |       |
| 1972. | Европско првенство у дворани | Гренобл |         | 6,58 м   |       |

### Рекорди
| Дисциплина | Дисциплина | Резултат | Датум          | Место    |
| ---------- | ---------- | -------- | -------------- | -------- |
| Скок удаљ  | Отвореном  | 6,51 м   | 11. јун 1972.  | Букурешт |
| Скок удаљ  | Дворана    | 6,58 м   | 12. март 1972. | Гренобл  |